# Воломински окръг
Воломински окръг (на полски: Powiat wołomiński) е окръг в Източна Полша, Мазовецко войводство. Заема площ от 953,97 км2. Административен център е град Воломин.

## География
Окръгът се намира в историческата област Мазовия. Разположен е в централната част на войводството.

## Население
Населението на окръга възлиза на 225 655 души (2013 г.). Гъстотата е 237 души/км2.

## Административно деление
Административно окръгът е разделен на 12 общини.
Градски общини:
- Кобилка
- Марки
- Зомбки
- Жельонка

Градско-селски общини:
- Община Радзимин
- Община Тлушч
- Община Воломин

Селски общини:
- Община Домбровка
- Община Ядов
- Община Клембов
- Община Пошвентне
- Община Страховка

## Фотогалерия
- Кобилка
- Марки
- Жельонка
- Радзимин
- Тлушч
- Воломин